# Кабена
Кабена, Кабина — річка в Україні, у Сторожинецькому й Кіцманському районах Чернівецької області, ліва притока Глиниці (басейн Дунаю).

## Опис
Довжина річки приблизно 7 км. Формується з багатьох безіменних струмків та лівої притоки Тростянець.

## Розташування
Бере початок у Слободі-Комарівці. Тече переважно на півнчний схід  через Костинці, Ясени і у селі Нові Драчинці впадає у річку Глиницю, праву притоку Пруту. 
Річку перетинає автомобільна дорога Т 2607.